# Fregata (okręt żaglowy)

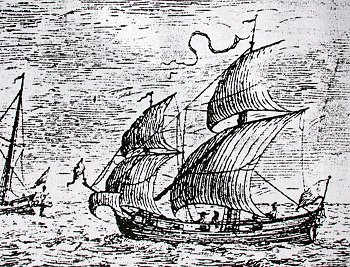
Wczesna fregata "Le Rieuse", Francja 1674-1698

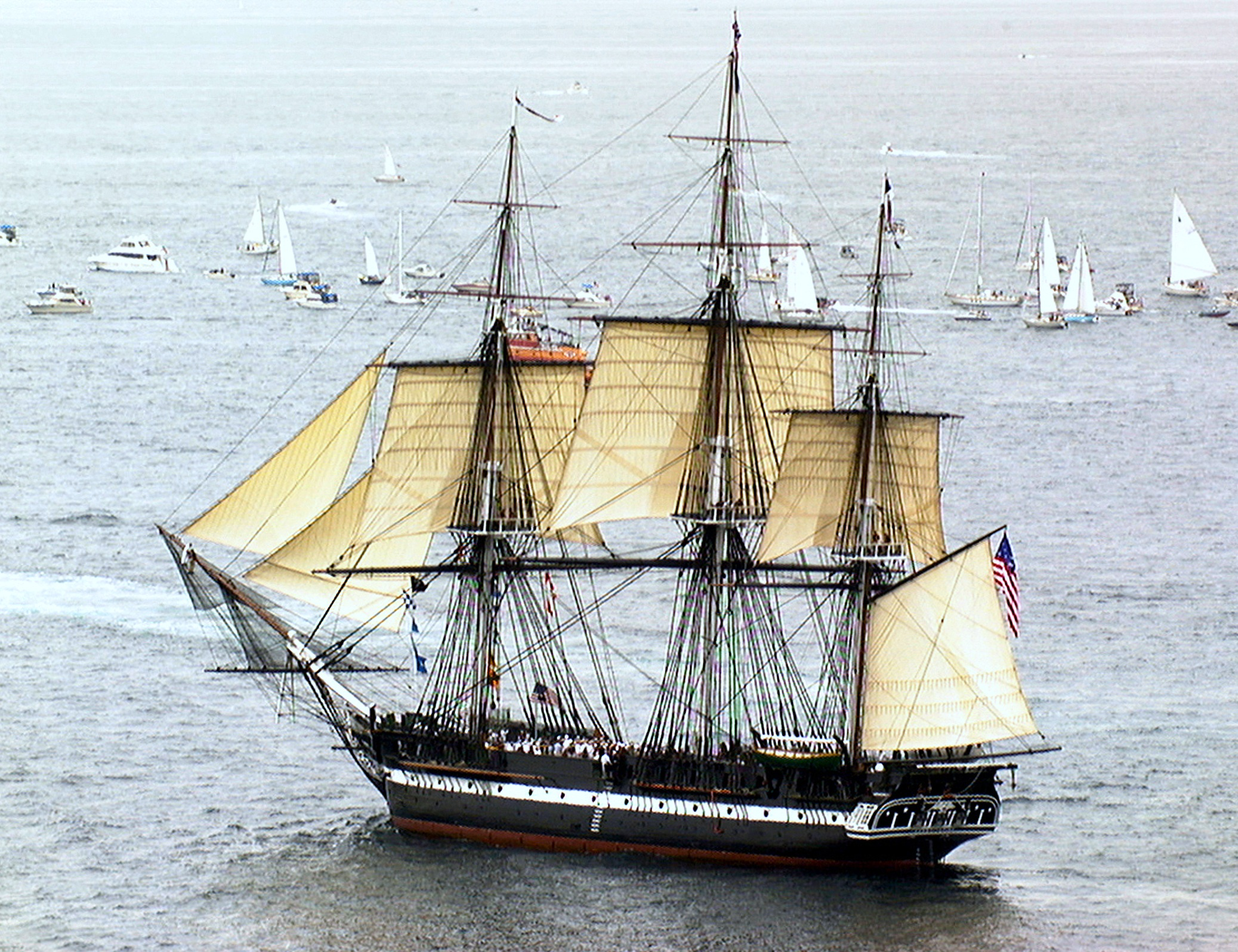
Fregata USS "Constitution", 1797

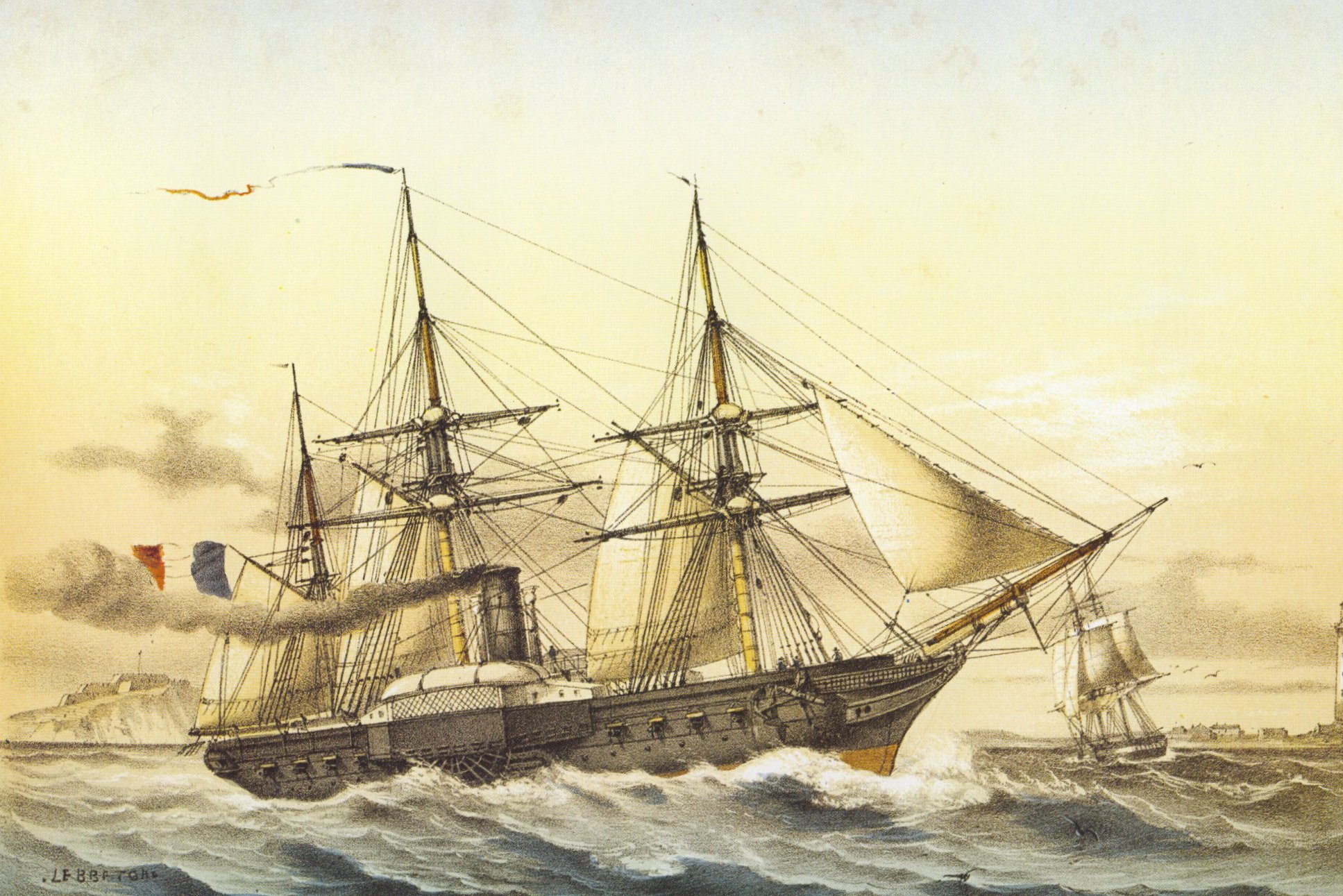
Francuska fregata z mieszanym napędem żaglowym i bocznokołowym, 1844

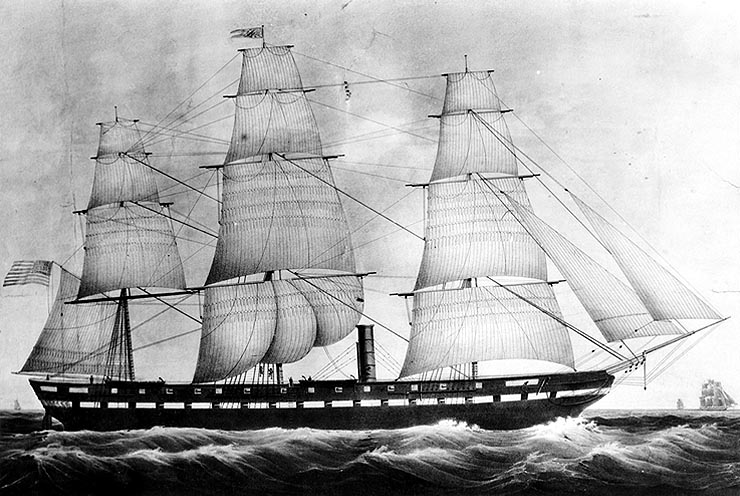
Amerykańska duża fregata USS "Merrimac" z mieszanym napędem żaglowym i śrubowym

Fregata – historyczna klasa okrętów żaglowych, w XIX wieku także parowo-żaglowych (nie należy jej mylić z fregatą w znaczeniu typu ożaglowania).
Na przestrzeni wieków jako fregaty określano różne okręty żaglowe. Początkowo, do XVI wieku nazywano tak różne małe jednostki wiosłowe, z pomocniczym ożaglowaniem rejowym, zbliżone do galer. Ustalona klasa fregat jako pełnomorskich okrętów żaglowych zaczęła się wykształcać od połowy XVI wieku i zaczęto tak wówczas określać okręty pełnomorskie, cechujące się smukłą sylwetką i obniżonymi kasztelami lub ich brakiem. Inspiracją dla tych okrętów były szybkie żaglowce korsarzy hiszpańskich z Dunkierki. Na przełomie XVI i XVII wieku klasa fregat jednak dopiero formowała się i budowano jeszcze okręty o wielu cechach galeonów. Ostatecznie klasa wczesnych fregat została ukształtowana w połowie XVII wieku (za pierwszą klasyczną fregatę uznaje się brytyjską "Constant Warwick" z 1645). Klasa ta uległa jednak dalszym zmianom w drugiej połowie XVIII wieku, w związku z rozwojem flot liniowych i standaryzacją klas okrętów i artylerii.
Klasyczne fregaty, od XVI do początku XIX wieku, były to średnie lub duże okręty żaglowe konstrukcji drewnianej, mniejsze i słabiej uzbrojone od galeonów i późniejszych okrętów liniowych, ale szybsze i zwrotniejsze. Ostatecznie ukształtowały się jako okręty trzymasztowe, z ożaglowaniem typu fregata. Wyporność fregat wynosiła zwykle 1000-2000 t., załoga – 250-300. Mniejsze od fregat były korwety i slupy. Fregaty przeznaczone były głównie do zadań rozpoznawczych i eskortowych oraz samodzielnych działań na odległych akwenach (np. zwalczania żeglugi – działań rajderskich, zwalczania piratów itp.). Często też zatrudniane były do wypraw badawczych.
Artyleria fregat składała się z dział umieszczonych w bateriach burtowych, tak więc na każdą burtę mogła strzelać jedynie połowa dział. Ostatecznie ustalona klasa fregat charakteryzowała się tym, że posiadały tylko jeden pokład działowy, ciągnący się przez prawie całą długość kadłuba i zakryty pokładem górnym. Na odkrytym pokładzie górnym ustawiano ponadto lżejsze działa i karonady (okręty liniowe miały więcej zakrytych pokładów działowych, a korwety miały całe uzbrojenie na odkrytym pokładzie górnym). Górny pokład fregat czasami bywał zakryty jeszcze jednym, lekkim pokładem ochronnym (spardekiem), który jednak nie stanowił pokładu działowego i nie ustawiano na nim dział. Fregaty klasycznej postaci miały działa nie na całej długości pokładu górnego, ale silniejsze jednostki tej klasy miały dwa pełne rzędy dział, mimo to lżejszych od dwurzędowych liniowców. Należy dodać, że na przełomie XVIII i XIX wieku na duże fregaty przebudowano część mniejszych okrętów liniowych, ścinając im kasztele i wyższe pokłady działowe. Ich zaletą było przenoszenie cięższych dział w baterii. W ten sposób powstał m.in. holenderski 44-działowy „Mars” z 1795 roku. Na większą skalę Brytyjczycy przebudowali tak w latach 1816–1845 część 74-działowych okrętów liniowych. Mimo dużej siły ognia (działa 32-funtowe w głównej baterii), modyfikacja taka jednak nie była zbyt udana.
Uzbrojenie XVIII i XIX-wiecznych fregat stanowiło 30-50 dział, z czego 20-30 najcięższych dział stanowiło główną baterię, usytuowaną na zakrytym pokładzie działowym. Największe francuskie i rosyjskie fregaty żaglowe I połowy XIX wieku miały do 60 dział. W drugiej połowie XVIII wieku typowym wagomiarem dział w głównej baterii były działa 12-funtowe, lecz na przełomie XVIII i XIX wieku, w okresie wojen napoleońskich, typowym wagomiarem artylerii głównej fregat stały się armaty 18-funtowe. Pod koniec XVIII wieku amerykańska seria dużych fregat typu Constitution została uzbrojona w działa 24-funtowe, co dawało im przewagę nad angielskimi odpowiednikami w wojnie brytyjsko-amerykańskiej 1812 roku (sporadycznie działa takie stosowano na fregatach jeszcze przed nimi). W ciągu następnych lat wagomiar uzbrojenia rósł i fregaty z lat 20. XIX wieku nosiły już działa 32-funtowe, lecz o krótszej lufie i mniejszym ciężarze i skuteczności, a fregaty z połowy XIX wieku miały już na ogół takie same działa 32-funtowe w głównej baterii, jak okręty liniowe, jedynie w mniejszej liczbie. Masa salwy burtowej fregat żaglowych z połowy XIX w. dochodziła do 450-500 kg.
W latach 20. XIX wieku obok żagli na fregatach pojawiły się maszyny parowe. Początkowo stosowano je jedynie na niewielką skalę, z napędem bocznokołowym. Z powodu instalacji bocznych kół łopatkowych, fregaty te miały tylko po kilka – kilkanaście dział, w tym ciężkie działa (zwykle 68-funtowe) umieszczone obrotowo na pokładzie dziobowym i rufowym. Pod koniec lat 40. wprowadzono napęd śrubowy, po czym parowe fregaty śrubowe pojawiły się we wszystkich marynarkach wojennych i wkrótce wyparły fregaty żaglowe. Ich uzbrojenie stanowiło zwykle około 50 dział. Prędkość fregat parowych wynosiła zwykle 9-11 węzłów. Wszystkie fregaty parowe zachowały jednocześnie pomocnicze pełne ożaglowanie.
Począwszy od 1856, amerykańskie fregaty typu Merrimac zapoczątkowały schyłkowy okres wielkich fregat śrubowych, o wyporności 4000-6000 ton. Masa ich salwy burtowej wynosiła ok. 600-700 kg. Pomimo zbudowania w Wielkiej Brytanii na początku lat 40. XIX wieku dwóch pierwszych fregat konstrukcji żelaznej, żelazo w konstrukcji okrętów nie przyjęło się aż do lat 60. XIX wieku i fregaty nadal budowano jako drewniane.
Od 1860 roku pojawiły się parowo-żaglowe fregaty pancerne, początkowo drewniane pokryte pancerzem, następnie całkowicie żelazne. Około lat 70. XIX wieku klasa fregat zanikła: fregaty pancerne przekształciły się w pancerniki, natomiast nieopancerzone fregaty wyewoluowały w klasę lekko opancerzonych lub nieopancerzonych krążowników, przejmujących dotychczasowe zadania fregat. Klasy te jeszcze do lat 80. zachowywały pomocnicze ożaglowanie, lecz nie było już używane w praktyce.
Nazwa fregat jako klasy okrętów pojawiła się ponownie podczas II wojny światowej – zobacz fregata.